# Вако (Техас)
Вако, Уейко (англ. Waco) — місто (англ. city) в США, адміністративний центр округу Макленнан штату Техас. Населення — 124 805 осіб (2010). Місто розташоване над річкою Бразос.

## Історія

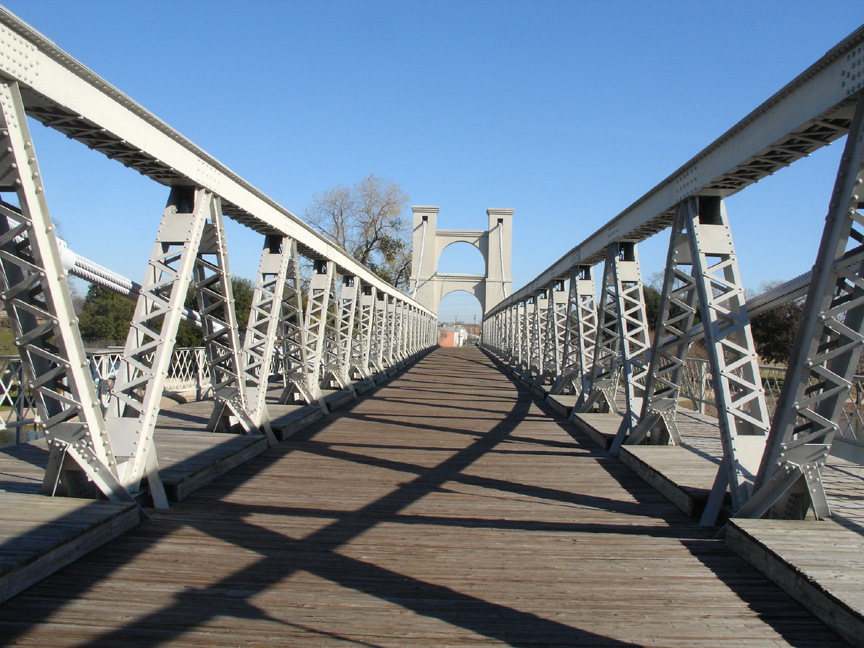
Вейкський висячий міст

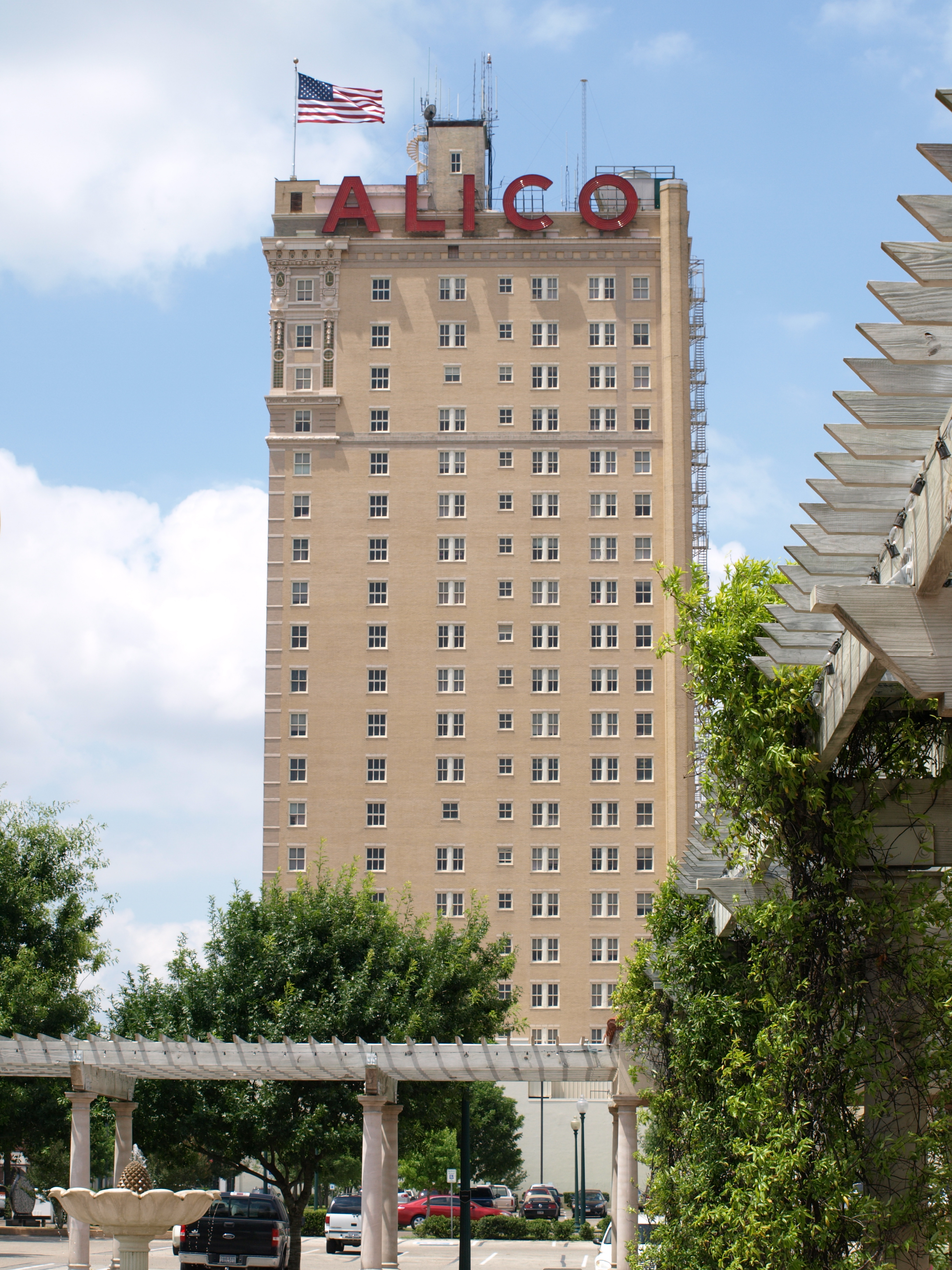
АЛІКО башта — найвища будівля Вако

До європейців тут мешкали індіанці вако (вейко) групи вічита.
Місто засноване 1849 року.

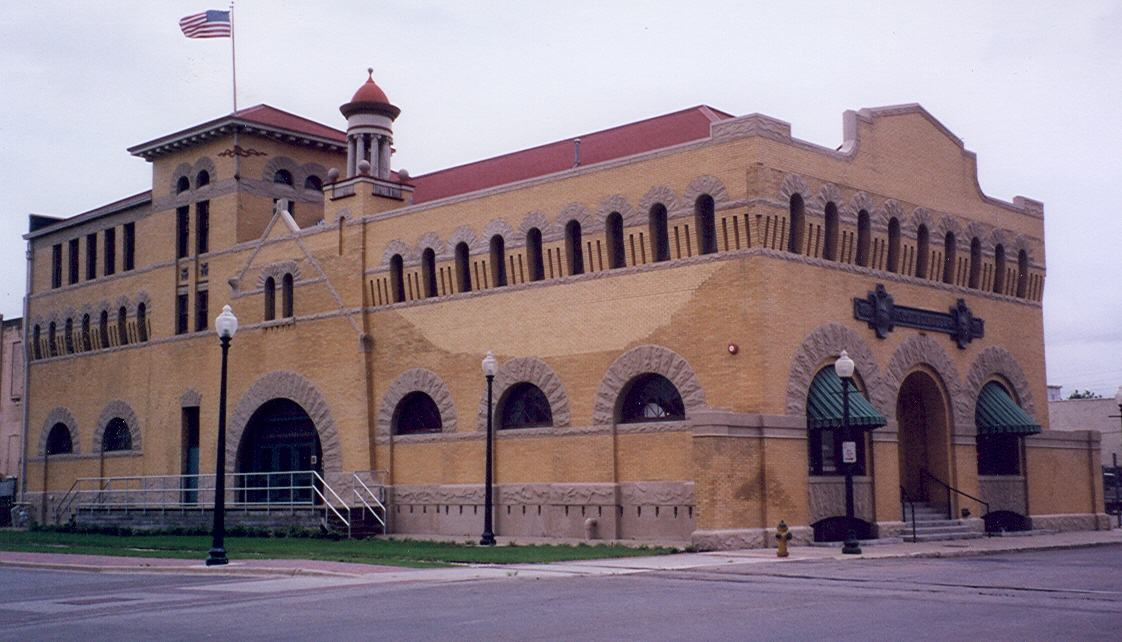
Доктор Пеппер музей

Розквіт міста припав на будівництво Вейкського висячого мосту 1869 року. До цього часу перехід через річку Бразос було небезпечним заняттям. 1910 року було побудоване найвища будівля Вейко — башта АЛІКО.
1953 року торнадо вдарило центр міста й вбило 114 люду й поранило сотні.
У Маунт-Кармел центрі «Гілки Давидової», розташованої за 16 км на схід — північний схід від центра міста 19 квітня 1993 року була знищена група послідовників «Гілки Давидової» — окремої релігійної групи, що відокремилася від церкви Адвентистів сьомого дня 1930-их роках. Унаслідок початкового вбивства представника влади після послідуючого штурму карними силами загинуло 72 людини, членів Гілки Давидової.
У Вако розташований Музей доктора Пеппера — де був винайдений напій «Dr Pepper (Д-р Пеппер)».
У місці впливу у річку Бразос річки Москі знаходиться місце винайдених залишків 24 мамутів й одного верблюда, яким дають 68 тисяч років.
У Вейко знаходяться Бейлорський університет, громадський коледж Мак-Леннан і Техаський державний технічний коледж.
У місті розташована головна масонська Гранд-ложа Техасу.

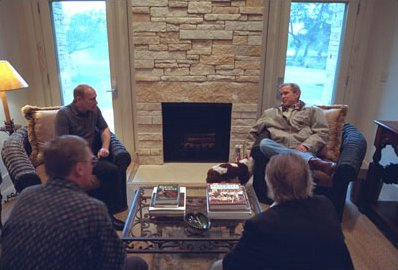
Володимир Путін в гостях у Джорджа Буша молодшого на ранчо Прері-Чапел у Крауфорді

За 50 км західніше від центру Вейко знаходиться маєток колишнього президента США Джорджа В. Буша — Прері-Чапел ранчо, що також називали Західним Білим домом.

## Географія
Вейко розташоване за координатами 31°33′36″ пн. ш. 97°11′10″ зх. д. / 31.56000° пн. ш. 97.18611° зх. д. (31.560111, -97.186027). За даними Бюро перепису населення США в 2010 році місто мало площу 262,27 км², з яких 230,42 км² — суходіл та 31,85 км² — водойми.

### Клімат
Середньодобова температура липня — +30 °C, січня — +8 °C.
| Клімат : Вейко          | Клімат : Вейко | Клімат : Вейко | Клімат : Вейко | Клімат : Вейко | Клімат : Вейко | Клімат : Вейко | Клімат : Вейко | Клімат : Вейко | Клімат : Вейко | Клімат : Вейко | Клімат : Вейко | Клімат : Вейко | Клімат : Вейко |
| Показник                | Січ.           | Лют.           | Бер.           | Квіт.          | Трав.          | Черв.          | Лип.           | Серп.          | Вер.           | Жовт.          | Лист.          | Груд.          | Рік            |
| Абсолютний максимум, °C | 32,2           | 35,6           | 37,8           | 38,3           | 38,9           | 42,8           | 45,6           | 44,4           | 43,9           | 38,3           | 33,3           | 32,8           | 45,6           |
| Середній максимум, °C   | 14,6           | 16,6           | 20,7           | 25,3           | 29,4           | 33,2           | 35,7           | 36,0           | 32,1           | 26,6           | 20,3           | 15,0           | 25,5           |
| Середній мінімум, °C    | 2,3            | 4,3            | 8,4            | 12,6           | 17,7           | 21,6           | 23,4           | 23,2           | 19,1           | 13,7           | 8,1            | 3,1            | 13,2           |
| Абсолютний мінімум, °C  | −20,6          | −15,6          | −9,4           | −3,3           | 1,1            | 11,1           | 14,4           | 11,7           | 3,9            | −3,9           | −8,3           | −20            | −20,6          |
| Норма опадів, мм        | 54             | 67             | 80             | 68             | 109            | 87             | 45             | 52             | 78             | 99             | 72             | 70             | 881            |
| Днів з опадами          | 7,1            | 6,8            | 8,3            | 6,3            | 8,1            | 7,5            | 5,3            | 5,0            | 5,8            | 7,2            | 7,3            | 7,1            | 81,8           |
| ----------------------- | -------------- | -------------- | -------------- | -------------- | -------------- | -------------- | -------------- | -------------- | -------------- | -------------- | -------------- | -------------- | -------------- |

## Демографія
Згідно з переписом 2010 року, у місті мешкало 124 805 осіб у 46 402 домогосподарствах у складі 27 115 родин. Густота населення становила 476 осіб/км². Було 51452 помешкання (196/км²).
Расовий склад населення:
| - 59,2 % — білих - 21,5 % — чорних або афроамериканців - 1,8 % — азіатів - 0,6 % — корінних американців - 0,1 % — вихідців з тихоокеанських островів - 14,0 % — осіб інших рас |

До двох чи більше рас належало 2,8 %. Частка іспаномовних становила 29,6 % від усіх жителів.
За віковим діапазоном населення розподілялося таким чином: 24,7 % — особи молодші 18 років, 64,0 % — особи у віці 18—64 років, 11,3 % — особи у віці 65 років та старші. Медіана віку мешканця становила 28,2 року. На 100 осіб жіночої статі у місті припадало 91,8 чоловіків; на 100 жінок у віці від 18 років та старших — 88,0 чоловіків також старших 18 років.
Середній дохід на одне домашнє господарство становив 50 719 доларів США (медіана — 33 147), а середній дохід на одну сім'ю — 63 266 доларів (медіана — 44 230). Медіана доходів становила 35 629 доларів для чоловіків та 27 394 долари для жінок. За межею бідності перебувало 29,0 % осіб, у тому числі 36,9 % дітей у віці до 18 років та 12,1 % осіб у віці 65 років та старших.
Цивільне працевлаштоване населення становило 54 556 осіб. Основні галузі зайнятості: освіта, охорона здоров'я та соціальна допомога — 26,8 %, роздрібна торгівля — 12,7 %, виробництво — 12,4 %.

## Відомі люди
- Корінна Гріффіт (1894—1979) — американська актриса німого кіно
- Стів Мартін (* 1945) — комедійний актор, лауреат премії «Оскар»
- Дженніфер Лав Г'юїтт (* 1979) — акторка.
- Аллен Джинс (1906—1995) — американська дослідниця у галузі хімії.